# Celosia pandurata
Celosia pandurata är en amarantväxtart som beskrevs av John Gilbert Baker. Celosia pandurata ingår i släktet celosior, och familjen amarantväxter.

## Underarter
Arten delas in i följande underarter:
- C. p. trigyna
- C. p. elobata